# Nuria Parés
Nuria Balcells de los Reyes (Barcelona, 1925-Ciudad de México, 2010), conocida literariamente como Nuria Parés, fue poeta, ensayista y traductora de origen español, pero asentada en México tras la guerra civil española. Forma parte del llamado grupo hispanomexicano, coetáneo de la generación mexicana de Medio Siglo o Generación del 50, aunque hay quien considera que conforman un grupo particular de esta última.

## Biografía y formación
Nuria Balcells de los Reyes llegó a Madrid, donde se crio, dos meses después de nacer en Barcelona y, según ella misma, aprendió de un criado andaluz, Gregorio, a tocar la guitarra flamenca, la trompeta y el acordeón, y a cantar romances viejos. Estudió en el Instituto-Escuela, donde conoció la poesía española, principalmente de la Generación del 98 y de Novecentismo. A causa de la Guerra Civil y, después, de la II Guerra Mundial, la joven Nuria llevó a cabo un largo viaje de exilio: salió de España con su familia en 1938 hacia París; desde allí, tiempo después, fue desde el Pireo hasta Nueva York; luego pasó por La Habana, donde leyó por primera vez a Federico García Lorca y a otros miembros de la Generación del 27; y, finalmente, llegó a México en 1942.
A los trece años ya era conocida como concertista de guitarra, y trabajó como modelo de varios pintores. Su formación académica se truncó debido a sus diversos viajes, aunque sí que estudió música con profesores particulares. En cuanto a su formación literaria, Nuria Parés reconocía la influencia de su madre, que la proveyó de las más diversas lecturas: «A mí me ha gustado toda la vida leer, leer mucho. Fue mi madre la que cultivó ese aspecto mío […]. Por ejemplo, yo leí aquí en México muchas cosas de poetas mexicanos, de poetas sudamericanos, y todo eso me lo conseguía mi madre. Entonces sí le debo a ella mucha de mi formación».
En México conoció, tras casarse en 1943 con el médico Carlos Parés y a través de este, a León Felipe y otros poetas españoles exiliados en México, como Juan Rejano o Luis Cernuda. Trabajó como traductora desde 1947. Su obra poética fue recogida en varios libros entre 1951 y 1987. Murió en la Ciudad de México en 2010.

## Obra literaria
Comenzó a publicar poemas en los años cuarenta en diferentes revistas literarias mexicanas: Rueca, Diorama de la Cultura, Revista Mexicana de Cultura, El Sol de Módico en la Cultura y otras. También publicó diversos ensayos sobre la creación poética de los refugiados españoles. Sus primeros poemas juveniles, hoy no editados, aparecieron durante su estancia en París, aunque el primero mostrado al gran público apareció en el diario El Nacional del 8 de agosto de 1943, en México, llamado "Volveremos": nunca recopilado en poemarios posteriores, en él se conserva la idea, general en los primeros años del exilio, de la vuelta a España, pero incluye la nostalgia de la patria perdida que conlleva ese pensamiento: «¡Oh, Dios! ¡Oh, Dios! Cuánta pena, / cuánta fe, cuánta nostalgia… / Al repetir: “¡Volveremos!” / ¡Cómo suena esa palabra!» (vv. 13-16).
En 1951 apareció su primer poemario en forma de libro, firmado como Nuria Parés: Romances de la voz sola (1951), con prólogo de su poeta y mentor León Felipe, al que siempre estuvo muy unida y a quien dedicó una elegía a su muerte, no recopilada en sus poemarios, titulada "Responso por León Felipe" (1968). Posteriormente se adentró brevemente en la prosa con Tres cuentos bíblicos, que escribió en español y en catalán (Tres contes bíblics), en Diorama de la Cultura (22 de septiembre de 1959).
Ocho años después de Romances de la voz sola se publicaron Canto llano (1959), su segundo poemario, y Acapulco, un libro de fotografía. Fue el momento de máximo reconocimiento de la poeta, pues, según Torres Parés, «durante los últimos meses de 1959, Canto llano, de Nuria Parés y El laberinto de la soledad, de Octavio Paz, disputaban las mayores ventas en las librerías de la ciudad». Recibió, además, numerosas críticas positivas, como las de Salvador Reyes Novares, José Emilio Pacheco o Ernestina de Champourcín, que comentó: «Canto llano no es tan sencillo ni tan… llano como supone su autora».
Tras el éxito de Canto llano, sin embargo, la presencia poética de Nuria Parés decreció paulatinamente, sin duda a causa del alejamiento del público del gusto por la estética de la Generación del 27, de la que la autora era continuadora, y del tema del exilio, muy presente en su obra. Parés se adentró entonces en el mundo de la traducción: aparecieron Tres poetas persas (1964), Rainer Maria Rilke (1964) y François Villon. Obra poética (1965), que recibieron buenas críticas; Pierre de Ronsard (1966), El haikú japonés (1966); y ya en prosa, Cuentos rusos (1977) y los Cuentos de Edgar Allan Poe (1968). El 16 de febrero de 1964 publicó, no obstante, una interesante obra en prosa poética titulada Seis rostros para Narciso en Diorama de la cultura.
Su obra poética se completa con Colofón de luz (1987), dedicado a Vicente Aleixandre, que le agradeció el gesto con una afectuosa carta que inicia el poemario. En esta obra recogía su obra anterior y añadía nueve poemas inéditos, "Ocho poemas de sombra y un colofón de luz": los primeros están escritos bajo el desánimo por la muerte de su marido, Carlos Parés, mientras que el noveno y último, que da nombre a la obra, es un retorno a la esperanza.

## Estilo
La propia Nuria Parés apuntaba las influencias de su poesía, mucho tiempo después de haberla escrito: «los romances viejos, Antonio Machado, Juan Ramón y León Felipe. Y poetas que han pesado en mí a través de traducciones o versiones que he hecho de su obra: pienso en Rilke, en Wilbur, en Van Doren y, sobre todo, en Kayyám». Unos versos de este último fueron escogidos como epígrafe al primer poema de Canto llano (1959), “El grito”. 

A raíz del éxito de Canto llano, Nuria Parés fue entrevistada por Elena Poniatowska para Novedades (27 de octubre de 1959) y por Gabriela Mendoza para El Nacional (15 de noviembre de 1959). En ellas se muestra su posicionamiento poético y estético:
Yo creo que la poesía moderna ha equivocado su íntima razón de ser. Opino que la poesía es comunicación viva, que no se ha hecho ni siquiera para hablar con Dios ni para interrogarlo. En realidad aquélla debe ser un diálogo con el hombre que vive y se mueve a nuestro alrededor. Se diría que muchos de los contemporáneos, al escribir sus versos, quisieran sugerirnos problemas de difícil solución, oscuros acertijos. Ya no es la expresión de la conciencia sino el fluir del subconsciente; de lo fantástico, a veces de lo absurdo. Esto supone para el lector un esfuerzo abrumador, que excepcionalmente puede ser compensado como un hallazgo valioso [...]. Creo que la poesía, la verdadera poesía y la metafísica se complementan. Hay casi una perfecta identificación entre el movimiento emocional y el proceso silogístico […]. Si [el poeta] es verdadero poeta, vive el momento que le ha tocado vivir y tiene una misión, una misión concreta que es la de dar testimonio de lo que es el hombre con todas sus dudas, sus interrogantes y angustias.
Su obra, en palabras de Francisco López Aguilar, «manifiesta un sosegado temperamento lírico cercano a las maneras del espíritu poético español, entre la generación del 98 y la generación del 27». La poeta ha sido citada a menudo en el ámbito académico como ejemplo de la experiencia del exilio en los poetas hispanomexicanos, pues es un tema que trata en varios poemas, sobre todo, de Canto llano. Suyos son, por ejemplo, estos conocidos versos sobre el exilio:
Anda por todas partes. Lo he leído
y lo sigo leyendo todavía.
Anda por todos lados,
anda en todos los ojos que lo miran
brillar en la blancura de las páginas
con su cálida luz inofensiva.
Que soy, que somos (nos lo dicen)
"la España peregrina"...
¡Ay, qué bonito nombre! ¡Que nombre tan bonito
para ir por el mundo a la deriva
como un barco de velas desplegadas,
como una extraña carabela antigua!
¡Qué barco tan bonito si tuviera
un pequeño espolón para la ira! [...]